# Люба Ґавур
Люба Ґавур (5 травня 1957, Клівленд, США) — американська й українська поетеса, перекладачка в діаспорі США.

## З біографії
Народилася у 1957 р. у родині українських емігрантів у Клівленді, Огайо (США). Здобула вищу освіту в Кентському університеті. Закінчила факультет слов'янських мов і літератур Торонтського університету. З 1988 р. мешкає у США.
У 2013 — за поширення знань про українську літературу в англомовному світі, майстерні переклади та власну поетичну творчість стала лауреаткою Літературно-мистецької премії ім. Пантелеймона Куліша.
Переклала англійською вірш Михайла Петренка «Дивлюсь я на небо…».

## Творчість
- Ґавур Л. Вірші // Поза традиції. Антологія української модерної поезії в діаспорі. [Архівовано 15 березня 2017 у Wayback Machine.] — Київ, Торонто, Едмонтон, Оттава, 1993. — С. 289—294.
- Ґавур Л. Вірші // Поезія-90. — К.: Радянський письменник, 1990. — Вип. 2. — С. 77-80.